# جيانغ زيمين
جيانغ زيمين (صينية مبسطة: 江泽民 ؛ صينية تقليدية: 江澤民 ؛ بينيين: Jiāng Zémín؛ 17 أغسطس 1926 - 30 نوفمبر 2022) هو سياسي صيني ولد بمدينة يانغزهو شغل منصب رئيس جمهورية الصين الشعبية بين 27 مارس 1993 و15 مارس 2003. شغل كذلك منصب زعيم الحزب الشيوعي الصيني كما ترأس اللجنة العسكرية المركزية للحزب الشيوعي. قام زيمين بتحويل منصب رئيس الدولة من دور شرفي في السابق، إلى دور فاعل وممسك بزمام الأمور وفقاً للمعايير الدولية.

## وفاته
توفي جيانغ زيمين في 30 نوفمبر 2022 عن عمر ناهز السادسة والتسعين.

## روابط خارجية
- جيانغ زيمين على موقع IMDb (الإنجليزية)
- جيانغ زيمين على موقع الموسوعة البريطانية (الإنجليزية)
- جيانغ زيمين على موقع مونزينجر (الألمانية)
- جيانغ زيمين على موقع إن إن دي بي (الإنجليزية)
- جيانغ زيمين على موقع قاعدة بيانات الفيلم (الإنجليزية)
- جيانغ زيمين على موقع كينوبويسك (الروسية)